# 土佐勤王党
土佐勤王党（とさきんのうとう）は、幕末の土佐藩において、尊王攘夷を掲げて結成された結社。土佐勤皇党と表記される場合もある。

## 沿革

### 結成
土佐勤王党は文久元年（1861年）、土佐出身で江戸留学中であった武市瑞山らによって結成された。なお『土佐勤王党 同志姓名附』によれば、盟主は武市瑞山自身ではなく深尾鼎であり、郷士層ばかりではなく上士層も多く含まれる。
江戸で大石弥太郎によって起草された盟約書には、尊王攘夷思想とともに、安政の大獄により失脚した前藩主・山内容堂の意志を継ぐことが謳われている。自身の手で血盟書を土佐へ持ち帰った武市は、最終的に200人余の参加者を集めた。しかも血盟外同志・協力者を含めると500名を超えたともいわれ、土佐における尊攘運動の一大勢力となった。盟主である武市こそ「白札」（上士と下士の中間身分）の出身であったものの、その他の構成員は郷士層を中心とする下士が圧倒的多数を占め、ついで庄屋が多かった。一方、当時藩政を握っていた上級武士（上士）からの参加者は、乾退助とその親族などを含めた20人ほどであった。なお土佐における最初の加盟者でもあった坂本龍馬は、伏見義挙の誘いを受け脱藩、武市らと行動を共にするのは短期間にとどまった。ただし脱藩者であっても、その後も龍馬含め党員同志の交流は続いていた。
黒船来航に端を発した尊攘運動の高まりの中、薩・長・土による同志間の会合で武市が三藩主同時入京を提案、これが実行に移された。土佐も乗り遅れぬよう土佐藩参政・吉田東洋に何度も会見を申し入れ「挙藩勤王」（後述）を説き続けたが、書生論として却下され続けた。翌文久2年（1862年）には、尊攘運動の中心である京都において、朝廷からの上洛の内勅により、薩摩・長州両藩は藩主を奉じて京に進出しようとする動きが出ていたが、土佐藩は依然として何一つ動けない状況にあり、これに焦れた吉村虎太郎や龍馬をはじめとした複数の同志らが決別、脱藩者を出すことになる。

### 吉田東洋暗殺
勤王党にとって事態が好転しない中、彼らにとって救いであったのは、吉田東洋の政治基盤も決して盤石ではなかったことである。もともと政治基盤の弱かった東洋であるが、彼の後ろ盾となっていた前藩主山内容堂は安政の大獄により失脚しており、さらに彼の藩政改革路線に対しては、これを不満とする保守派が有力上士の中に多数存在しているという有様であった。勤王党は本来ならば保守派層と相反する立場にあったが、東洋の排除という共通目的を掲げることで保守派層との協力関係を樹立させた。文久2年4月8日（1862年5月6日）、武市の指示を受けた那須信吾ら勤王党員によって東洋は暗殺される。この事件のあと、東洋派は失脚を余儀なくされ、代わって保守派中心の政権が誕生した。藩庁ももはや勤王党の圧力を無視することができず、藩内外に高まる尊攘運動の高まりに押される形で、勤王党の意見を受け入れざるを得なくなった。

### 国事周旋
勤王党は三条実美を通じた工作により、彼らの悲願である土佐藩主上京・国事周旋の実行を実現させるに至った。文久2年（1862年）8月、藩主山内豊範が入京、武市らもこれに随行した。武市や平井収二郎らは他藩応接役に任じられ、各藩との交渉や朝廷工作を積極的に行ったほか、岡田以蔵や田中新兵衛等を用いて盛んに安政の大獄の折、尊攘派弾圧に関与した者への粛清を行うなど、京都における急進的な尊攘運動の一翼を担った。同年10月、朝廷が幕府に対して攘夷実行を迫る勅使を江戸に派遣した際には、武市ら相当数の勤王党員が衛士として随行した。

### 土佐勤王党の獄
文久3年（1863年）4月、吉田東洋を重用していた前藩主山内容堂が謹慎を解かれ帰国すると、早速藩庁人事の交替が始められた。6月、武市の参謀的存在であった平井収二郎・間崎哲馬・弘瀬健太の三名が切腹に処せられた。これは彼らが青蓮院宮に令旨を請い、勤王運動のための藩政改革を企てたことが容堂に露見し、罰せられたものである。文久3年前半期は京における尊攘運動が最高潮に達した時期であったが、八月十八日の政変によって長州藩ら尊攘派は京から追放され、代わって公武合体派が勢力を強めた。政変の直前、旧勤王党員である吉村虎太郎が大和において挙兵するが、政変による形勢の逆転をうけて壊滅した（天誅組の変）。
政変以後、容堂は勤王党への弾圧を強め、武市を筆頭に土佐に戻った主要な勤王党員は軒並み投獄された。武市は同年1月に上士格留守居組に昇進していたため拷問は受けなかったものの、劣悪な獄中環境で体調を崩し、他の勤王党員は過酷な拷問を受け続けた。
元治元年（1864年）4月に京都で無宿者の犯罪者に身を落とした岡田以蔵が幕吏に捕えられ、土佐に送還後、拷問に耐えかね、大阪での土佐藩下横目・井上佐一郎暗殺、京での佐幕派要人暗殺を自白した。しかしそれでも武市らは暗殺を否認したため、嘘も多い以蔵の自白以外には証拠らしい証拠が無いことにより、藩庁は武市の罪状を明確に立証することはできなかった。結局、慶応元年（1865年）閏5月11日、具体的な罪状は立証されないまま「君主に対する不敬行為」という罪目で武市は切腹を命ぜられ、同日南会所大広庭にて切腹。以蔵ら自白組四名は獄内での斬首となった。文久3年（1863年）から慶応元年（1865年）に至る一連の弾圧により、勤王党はその指導者の大半を失ったことで、事実上壊滅することとなった。

### その後
一連の弾圧により土佐藩における尊攘運動は一度に後退するに至ったが、その後の勤王党は藩に残って藩論の転回や武市等の出獄を謀る者、脱藩して倒幕攘夷を目指す者の二派に分裂することとなった。前者は、清岡道之助ら23人が元治元年（1864年）7月に武市の釈放を求めて北川村野根山に集まり決起したが、藩庁に鎮圧され、全員斬首された。
後者においては、旧勤王党員である坂本龍馬、中岡慎太郎らが藩外において頭角を現すこととなった。慶応3年（1867年）の海援隊・陸援隊の設立は、藩庁と勤王党的勢力の間に協力関係が成立したことを示すものである。坂本は後藤象二郎らとの協力により大政奉還運動に深く関与することとなるが、他方、中岡は板垣退助らとの協力により、土佐藩における武力倒幕派を形成することとなった。
その後、旧勤王党員の一部は板垣に同調して戊辰戦争に参加し、維新後の高知政界においても大石弥太郎らを中心に、保守復古派として一定の影響力を有した（古勤王党）。また、旧勤王党員で宮内大臣など明治政府の要職に就いた田中光顕は、武市ら勤王党員の名誉回復や顕彰に尽力している。

## 思想
この時期の他の藩の尊王攘夷運動と比較して土佐勤王党が特異であるのは、「挙藩勤王」、つまりは個々人の志士が攘夷を唱えるに留まらず、藩全体をあげて勤王を行おうという思想である。他の藩の多くの志士は藩士と言うよりはむしろ個人で動くことが多かったのに対し、土佐勤王党は、あくまで土佐藩の内部から活動することに拘り続けたと言える。後に弾圧を受けた際、多くの志士が脱藩する中で武市は従容として投獄されたという。

## 土佐勤王党同志姓名附
『土佐勤王党同志姓名附』によると、深尾鼎から深尾丹波までの5名は土佐藩家老格で、上士勤王派に属する。深尾丹波は、武市瑞山の上士昇格に積極的に加わり、のちに勤王党の獄で処断されそうになった際は、乾退助が身代わりとなって罪を受けた。通俗歴史小説などでは、「勤王党=郷士=長曾我部旧臣」と「佐幕派=上士=山内家直参」のように対立構造で描かれる場合があるが、これらは史実とは異なる（土佐勤王党結成に積極的に貢献した平井善之丞の妻は、板垣退助の父の姉にあたる人物で上士であるし、吉田東洋は長曾我部旧臣の上士である）『同志姓名附』には土佐藩上士も多く含まれている。
1. 深尾鼎重先
2. 柴田備後勝守
3. 山内下総（酒井勝作）
4. 五藤内蔵助正身（戊辰東征に従軍、のち土佐藩大参事）
5. 深尾丹波成質（戊辰東征に従軍、土佐藩迅衝隊初代総督）
6. 深尾包五郎[4]
7. 小南五郎右衛門良和
8. 平井善之丞政実（板垣退助の親族）
9. 山川佐一右衛門
10. 柏原内蔵馬
11. 雨森源五右衛門
12. 岡村新作
13. 乾退助正形（板垣退助）
14. 林幸猪
15. 板坂三右衛門（板垣退助の親族）
16. 谷守部干城
17. 武市半平太小楯（瑞山）
18. 嶋村壽之助
19. 本山只一郎茂任（板垣退助の親族）
20. 樋口真吉

## 血盟者と同志人名(署名盟約順)
1. 武市半平太 小楯
2. 大石弥太郎 元敬
3. 島村衛吉 重険
4. 間崎哲馬 則弘
5. 門田為之助 穀
6. 柳井健次 友政
7. 河野万寿弥 通明
8. 小笠原保馬 正実
9. 坂本龍馬 直陰
10. 岡本恒之助 俊直
11. 川原塚茂太郎 重幸
12. 上田楠次 元永
13. 弘瀬健太 年定
14. 多田哲馬 則考
15. 曽和伝左衛門 正直
16. 島本審次郎 仲道
17. 中岡光次 為鎮（中岡慎太郎）
18. 島村寿之助 寿栄
19. 吉井茂市 則行
20. 望月清平 弥塩
21. 土方楠左衛門 久元
22. 小畑孫三郎 和
23. 安岡実之丞 正方
24. 島村寿太郎 雅董
25. 吉本善吉 守成
26. 高橋牛之助 介吉
27. 鎌田菊馬 張楯
28. 吉田省馬 篤明
29. 山本三治 重時
30. 石川喜久馬 義秀
31. 依岡権吉 弘穀
32. 宮田頼吉 貞亮
33. 森脇唯次郎 重成
34. 千屋寅之助 考訓
35. 浜田清蔵 正敏
36. 仲彦太郎 正幹
37. 田所壮輔 恒誠（谷 嶹太郎）
38. 岩崎馬之助 維慊
39. 檜垣清治 正路
40. 村上保次 守行
41. 藤本駿馬 正和
42. 千頭嘉源次 重固
43. 大利鼎吉 正義
44. 宮崎勝蔵 保之
45. 北代忠吉 恕
46. 三瀬八次 峻明
47. 村田忠三郎 克復
48. 田所助次郎 元晶
49. 小畑五郎馬 敏行
50. 池田卯三郎 義道
51. 島地磯吉 義石
52. 吉松恒吉 恒敬
53. 野々村庄吉 利敬
54. 沖野平吉 信篤
55. 尾崎幸之進 直吉
56. 田所荘之助 愛敬
57. 志和寅之助 履
58. 岡田啓吉 宜稔
59. 小松熊市 楽盛
60. 伊藤四十吉 弘長
61. 土居左之助 金英
62. 中島与市 光尹
63. 安岡覚馬 正慎
64. 山本四郎 義忠
65. 山本兼馬 正義
66. 田口文良 明正
67. 岡野佐五郎 義正
68. 伊藤甲之助 和義
69. 田岡祐吾 正路
70. 平石六五郎 雄
71. 西山直次郎 盛城
72. 小川平馬 善道
73. 楠本文吉 安茂
74. 岡崎山三郎 茂樹
75. 上田官吉 正秋
76. 中城益次郎 政信
77. 石川潤次郎 正之
78. 佐井松次郎 正民
79. 板垣寛之助 高幸
80. 島村源八 義路
81. 中沢安馬 正和
82. 南部展衛 忠成
83. 千頭小太郎 久胤
84. 宮川助五郎 長春
85. 粟井兎之助 正穂
86. 白石馬之助 盛忠
87. 秋沢清吉 貞道
88. 安岡権馬 正徳
89. 矢野川龍右衛門 為雄
90. 尾崎源八 忠治
91. 浜田良作 秋登
92. 田内衛吉 茂稔
93. 深瀬哲馬 和直
94. 吉永良吉 正則
95. 三宅謙四郎 幹正
96. 田中作吾 茂芸
97. 村田右馬太郎 有尚
98. 村田角吾 貞宜
99. 公文藤三 景高
100. 武政左喜馬 定敬
101. 中村恵三郎 義直
102. 中平菊馬 定純
103. 長尾省吾 直行
104. 観音寺 智隆
105. 山崎喜蔵 正良
106. 千屋菊次郎 考健
107. 今橋権助 重秦
108. 千屋金策 考成
109. 谷脇清馬 修彜
110. 高橋俊助 重利
111. 片岡左太郎 正雄
112. 海路十寸吉 安行
113. 戸梶直四郎 秦敬
114. 竹村猪之助 敬義
115. 山崎広馬 正義
116. 片岡盛蔵 実純
117. 北添佶馬 正信
118. 江口参太 定長
119. 中村左右馬 政茂
120. 片岡団四郎 好直
121. 中平喜之助 忠治
122. 中平大治 忠表
123. 市川長三郎 祐成
124. 今橋武之助 重昌
125. 西田可蔵 共治
126. 近藤亀弥 為美
127. 宮田節斎 秀貫
128. 和食牛馬 龍虎
129. 安岡斧太郎 直行
130. 上田蜂馬 元春
131. 川久保健次 成清
132. 井原応輔 徳道
133. 浜田辰弥 光正（田中光顕）
134. 岩神主一郎 正路（古沢迂郎の実兄）
135. 鳥羽謙三郎 勝益
136. 下方弥三郎 範為
137. 中山刺撃 光儀
138. 古沢迂郎 光迂（『民撰議院設立建白書』の起草者）
139. 橋本鉄猪 有蔵
140. 土方左平 直行
141. 那須盛馬 利和
142. 掘見久庵 輔勝
143. 清岡治之助 正道
144. 阿部多司馬 正幸
145. 小畑孫次郎 綽裕
146. 久松喜代馬 重和
147. 松山深蔵 正夫
148. 田辺豪次郎 義温
149. 高松太郎 清行
150. 柏原禎吉 義勝
151. 筒井米吉 清興
152. 五十嵐幾之助 敬正
153. 佐井寅次郎 忍石
154. 川田貞七 正敏
155. 堀内賢之助 直正
156. 山本喜三之助 重考
157. 平井収二郎 志敏
158. 森助太郎 為政
159. 森田金三郎 維種
160. 中平保太郎 定晴
161. 三原兎弥太 正亮
162. 岡本八之助 忠保
163. 上田宗児 則正
164. 坂本栄十郎 忠光
165. 浪越肇 宗義
166. 服部東蔵 雅世
167. 川田乙四郎 義徳
168. 吉本平之助 祐雄
169. 楠瀬六衛 直樹
170. 都賀田文八 茂穂
171. 安岡覚之助 正美
172. 上岡胆治 武雄
173. 弘光明之助 利条
174. 田所駒吉 元道
175. 岡甫助 澄明（武知忠助）
176. 島村左伝次 雅文
177. 西山平馬 秀幸
178. 池知退蔵 重胤
179. 安東真之助 好成
180. 島村外内 重正
181. 岡本猪之助 正利
182. 安岡金馬 忠綱
183. 足達行蔵 貞正
184. 細木核太郎 栄敦
185. 楠目民五郎 正幹
186. 一瀬源兵衛 正藩
187. 岡本滝馬 元貞
188. 森下幾馬 茂晴
189. 宮地宜蔵 正覚
190. 山田三蔵 房清
191. 庄村良達 正房
192. 西村広蔵 治家

(簿外) 池内蔵太 定勝
(簿外) 大石団蔵 祐之
(簿外) 岡田以蔵 宜振
(簿外) 田所左右次 寧親
(簿外)  野老山吾吉郎 輝朗
(簿外) 那須信吾 重民
(簿外) 安岡嘉助 正定
(簿外) 吉村虎太郎 重郷

## 補註
1. 1 2  松田智幸『土佐勤王党 考察』私家版、1997年9月、[要ページ番号]
2. ↑  『土佐勤王党同志姓名附』
3. ↑  菊地明『真説 岡田以蔵 幕末暗殺史に名を刻んだ「人斬り」の実像』学研パブリッシング<学研M文庫>、2010年、[要ページ番号]
4. ↑  深尾丹波の弟